# Sommen
Sommen je jezero ve Švédsku. Nachází se na hranici Östergötlandu a Smålandu, nejbližším městem je Tranås. Protéká jím řeka Svartån. Jezero má rozlohu 132 km² a maximální hloubku 53 metrů. Pobřežní linie měří 208 km a povodí jezera má rozlohu 1900 km². Podle místních obyvatel je na jezeře tolik ostrovů, kolik je dnů v roce. Největším ostrovem je Torpön, na němž bylo zřízeno přírodní muzeum Naturum Sommen. Je také možno podniknout výletní plavbu po jezeře na parníku Boxholm II, postaveném roku 1904.
Nachází se v Jihošvédské vysočině v nadmořské výšce 146 m. Vyznačuje se velmi čistou vodou a patří mezi oligotrofní jezera. Je obklopeno borovými a smrkovými lesy. Na pobřeží je možno nalézt vzácné rostliny jako bělozářka liliovitá a toříček jednohlízný. Díky izolovanosti jezera se v něm vyvinul specifický poddruh sivena severního zvaný sommenröding, dalšími rybami jsou štika obecná, okoun říční, mník jednovousý a síh severní. Zástupci vodního ptactva jsou orlovec říční, potáplice severní a ústřičník velký. Korýši Pallaseopsis quadrispinosa a Monoporeia affinis jsou reliktem z doby weischelského glaciálu. Lokalita Måltorpet Granbo je chráněna v rámci programu Natura 2000.
Jezero se proslavilo za severské sedmileté války, kdy po jeho zamrzlé hladině přešli ustupující dánští vojáci vedení Danielem Rantzauem.
Se vznikem jezera je spojena legenda o obří krávě jménem Urkon, která v zuřivosti hrábla kopytem a vytvořila rozeklanou brázdu, jež se zalila vodou.